# Vòng loại Giải vô địch bóng đá thế giới 2014 – Khu vực châu Âu (Bảng A)
Dưới đây là kết quả các trận đấu trong khuôn khổ bảng A - vòng loại giải vô địch bóng đá thế giới 2014 - khu vực châu Âu. 6 đội bóng châu Âu bao gồm Bỉ, Croatia, Macedonia, Scotland, Serbia và Wales, thi đấu trong hai năm 2012 và 2013, theo thể thức lượt đi-lượt về, vòng tròn tính điểm, lấy hai đội đầu bảng tham gia vòng chung kết.
Sau khi kết thúc vòng loại, Bỉ đã chính thức giành quyền tham dự World Cup 2014 và Croatia sẽ tham dự vòng đấu play-off.

## Bảng xếp hạng
| Đội         | ST | T | H | B | BT | BB | HS  | Đ  |  | Bỉ  | Croatia | Serbia | Scotland | Wales | Bắc Macedonia |
| ----------- | -- | - | - | - | -- | -- | --- | -- |  | --- | ------- | ------ | -------- | ----- | ------------- |
| Bỉ (Q)      | 10 | 8 | 2 | 0 | 18 | 4  | +14 | 26 |  |     | 1–1     | 2–1    | 2–0      | 1–1   | 1–0           |
| Croatia (A) | 10 | 5 | 2 | 3 | 12 | 9  | +3  | 17 |  | 1–2 |         | 2–0    | 0–1      | 2–0   | 1–0           |
| Serbia      | 10 | 4 | 2 | 4 | 18 | 11 | +7  | 14 |  | 0–3 | 1–1     |        | 2–0      | 6–1   | 5–1           |
| Scotland    | 10 | 3 | 2 | 5 | 8  | 12 | −4  | 11 |  | 0–2 | 2–0     | 0–0    |          | 1–2   | 1–1           |
| Wales       | 10 | 3 | 1 | 6 | 9  | 20 | −11 | 10 |  | 0–2 | 1–2     | 0–3    | 2–1      |       | 1–0           |
| Macedonia   | 10 | 2 | 1 | 7 | 7  | 16 | −9  | 7  |  | 0–2 | 1–2     | 1–0    | 1–2      | 2–1   |               |

## Kết quả
Lịch thi đấu của bảng A đã được quyết định sau cuộc họp tại Bruxelles, Bỉ và ngày 23 tháng 11 năm 2011.
| Croatia     | 1–0      | Bắc Macedonia |
| ----------- | -------- | ------------- |
| Jelavić 69' | Chi tiết |               |

| Wales | 0–2      | Bỉ                           |
| ----- | -------- | ---------------------------- |
|       | Chi tiết | Kompany 42' · Vertonghen 83' |

| Scotland | 0–0      | Serbia |
| -------- | -------- | ------ |
|          | Chi tiết |        |

| Serbia                                                                           | 6–1      | Wales    |
| -------------------------------------------------------------------------------- | -------- | -------- |
| Kolarov 16' · Tošić 24' · Đuričić 37' · Tadić 55' · Ivanović 80' · Sulejmani 90' | Chi tiết | Bale 31' |

| Bỉ           | 1–1      | Croatia    |
| ------------ | -------- | ---------- |
| Gillet 45+1' | Chi tiết | Perišić 6' |

| Scotland   | 1–1      | Bắc Macedonia |
| ---------- | -------- | ------------- |
| Miller 43' | Chi tiết | Noveski 11'   |

| Bắc Macedonia | 1–2      | Croatia                   |
| ------------- | -------- | ------------------------- |
| Ibraimi 16'   | Chi tiết | Ćorluka 33' · Rakitić 60' |

| Serbia | 0–3      | Bỉ                                           |
| ------ | -------- | -------------------------------------------- |
|        | Chi tiết | Benteke 34' · De Bruyne 68' · Mirallas 90+1' |

| Wales                 | 2–1      | Scotland     |
| --------------------- | -------- | ------------ |
| Bale 80' (ph.đ.), 87' | Chi tiết | Morrison 27' |

| Croatia                     | 2–0      | Wales |
| --------------------------- | -------- | ----- |
| Mandžukić 27' · Eduardo 57' | Chi tiết |       |

| Bắc Macedonia       | 1–0      | Serbia |
| ------------------- | -------- | ------ |
| Ibraimi 59' (ph.đ.) | Chi tiết |        |

| Bỉ                        | 2–0      | Scotland |
| ------------------------- | -------- | -------- |
| Benteke 68' · Kompany 71' | Chi tiết |          |

| Croatia                  | 2–0      | Serbia |
| ------------------------ | -------- | ------ |
| Mandžukić 23' · Olić 37' | Chi tiết |        |

| Bắc Macedonia | 0–2      | Bỉ                                 |
| ------------- | -------- | ---------------------------------- |
|               | Chi tiết | De Bruyne 26' · Hazard 62' (ph.đ.) |

| Scotland     | 1–2      | Wales                                |
| ------------ | -------- | ------------------------------------ |
| Hanley 45+2' | Chi tiết | Ramsey 72' (ph.đ.) · Robson-Kanu 74' |

| Serbia           | 2–0      | Scotland |
| ---------------- | -------- | -------- |
| Đuričić 60', 66' | Chi tiết |          |

| Bỉ         | 1–0      | Bắc Macedonia |
| ---------- | -------- | ------------- |
| Hazard 62' | Chi tiết |               |

| Wales            | 1–2      | Croatia                  |
| ---------------- | -------- | ------------------------ |
| Bale 21' (ph.đ.) | Chi tiết | Lovren 77' · Eduardo 87' |

| Croatia | 0–1      | Scotland      |
| ------- | -------- | ------------- |
|         | Chi tiết | Snodgrass 26' |

| Bỉ                           | 2–1      | Serbia      |
| ---------------------------- | -------- | ----------- |
| De Bruyne 13' · Fellaini 60' | Chi tiết | Kolarov 87' |

| Bắc Macedonia                   | 2–1      | Wales              |
| ------------------------------- | -------- | ------------------ |
| Tričkovski 20' · Trajkovski 80' | Chi tiết | Ramsey 39' (ph.đ.) |

| Serbia       | 1–1      | Croatia       |
| ------------ | -------- | ------------- |
| Mitrović 66' | Chi tiết | Mandžukić 53' |

| Scotland | 0–2      | Bỉ                        |
| -------- | -------- | ------------------------- |
|          | Chi tiết | Defour 34' · Mirallas 89' |

| Bắc Macedonia | 1–2      | Scotland               |
| ------------- | -------- | ---------------------- |
| Kostovski 85' | Chi tiết | Anya 60' · Maloney 89' |

| Wales | 0–3      | Serbia                                   |
| ----- | -------- | ---------------------------------------- |
|       | Chi tiết | Đorđević 8' · Kolarov 38' · Marković 55' |

| Croatia      | 1–2      | Bỉ              |
| ------------ | -------- | --------------- |
| Kranjčar 83' | Chi tiết | Lukaku 15', 38' |

| Wales      | 1–0      | Bắc Macedonia |
| ---------- | -------- | ------------- |
| Church 67' | Chi tiết |               |

| Serbia                                                                            | 5–1    | Bắc Macedonia |
| --------------------------------------------------------------------------------- | ------ | ------------- |
| Ristovski 16' (l.n.) · Basta 19' · Kolarov 38' (ph.đ.) · Tadić 54' · Šćepović 73' | Report | Jahović 83'   |

| Bỉ            | 1–1      | Wales      |
| ------------- | -------- | ---------- |
| De Bruyne 64' | Chi tiết | Ramsey 88' |

| Scotland                     | 2–0      | Croatia |
| ---------------------------- | -------- | ------- |
| Snodgrass 28' · Naismith 73' | Chi tiết |         |

## Goalscorers
4 bàn
| - Aleksandar Kolarov | - Gareth Bale | - Kevin De Bruyne |

3 bàn
| - Filip Đuričić | - Aaron Ramsey | - Mario Mandžukić |

2 bàn
| - Dušan Tadić - Eden Hazard - Vincent Kompany | - Romelu Lukaku - Kevin Mirallas - Christian Benteke | - Agim Ibraimi - Robert Snodgrass - Eduardo da Silva |

1 bàn
| - Steven Defour - Marouane Fellaini - Guillaume Gillet - Jan Vertonghen - Vedran Ćorluka - Nikica Jelavić - Niko Kranjčar - Dejan Lovren - Ivica Olić - Ivan Perišić - Ivan Rakitić | - Adis Jahović - Jovan Kostovski - Nikolče Noveski - Aleksandar Trajkovski - Ivan Tričkovski - Ikechi Anya - Grant Hanley - Shaun Maloney - Kenny Miller - James Morrison - Steven Naismith | - Dušan Basta - Filip Đorđević - Branislav Ivanović - Lazar Marković - Aleksandar Mitrović - Stefan Šćepović - Miralem Sulejmani - Zoran Tošić - Hal Robson-Kanu - Simon Church |

phản lưới nhà
| - Stefan Ristovski (trong trận gặp Serbia) |

## Thẻ phạt
| Pos | Cầu thủ             | Quốc gia      | Thẻ vàng | Thẻ đỏ | Treo giò(es)                                                       | Ghi chú |
| --- | ------------------- | ------------- | -------- | ------ | ------------------------------------------------------------------ | --- |
| DF  | Milan Biševac       | Serbia        | 4        | 0      | vs Croatia (22 tháng 3 năm 2013) vs Croatia (6 tháng 9 năm 2013)   | Vắng mặt trong 2 trận vòng loại giải vô địch bóng đá thế giới 2014 Vắng mặt trong 2 trận vòng loại giải vô địch bóng đá thế giới 2014    |
| MF  | Guillaume Gillet    | Bỉ            | 2        | 0      | vs Serbia (12 tháng 10 năm 2012)                                   | Vắng mặt trong 2 trận vòng loại giải vô địch bóng đá thế giới 2014                                                                       |
| MF  | Aaron Ramsey        | Wales         | 2        | 0      | vs Croatia (16 tháng 10 năm 2012)                                  | Vắng mặt trong 2 trận vòng loại giải vô địch bóng đá thế giới 2014                                                                       |
| MF  | Ognjen Vukojević    | Croatia       | 3        | 0      | vs Wales (16 tháng 10 năm 2012)                                    | Vắng mặt trong 2 trận vòng loại giải vô địch bóng đá thế giới 2014                                                                       |
| FW  | Goran Pandev        | Bắc Macedonia | 3        | 0      | vs Serbia (16 tháng 10 năm 2012)                                   | Vắng mặt trong 2 trận vòng loại giải vô địch bóng đá thế giới 2014                                                                       |
| DF  | Daniel Georgievski  | Bắc Macedonia | 2        | 0      | vs Bỉ (22 tháng 3 năm 2013)                                        | Vắng mặt trong 2 trận vòng loại giải vô địch bóng đá thế giới 2014                                                                       |
| DF  | Aleksandar Kolarov  | Serbia        | 2        | 0      | vs Scotland (26 tháng 3 năm 2013)                                  | Vắng mặt trong 2 trận vòng loại giải vô địch bóng đá thế giới 2014                                                                       |
| DF  | Boban Grncarov      | Bắc Macedonia | 2        | 0      | vs Bỉ (26 tháng 3 năm 2013)                                        | Vắng mặt trong 2 trận vòng loại giải vô địch bóng đá thế giới 2014                                                                       |
| MF  | Muhamed Demiri      | Bắc Macedonia | 2        | 0      | vs Bỉ (26 tháng 3 năm 2013)                                        | Vắng mặt trong 2 trận vòng loại giải vô địch bóng đá thế giới 2014                                                                       |
| DF  | Matija Nastasić     | Serbia        | 2        | 0      | vs Bỉ (7 tháng 6 năm 2013)                                         | Vắng mặt trong 2 trận vòng loại giải vô địch bóng đá thế giới 2014                                                                       |
| MF  | Charlie Adam        | Scotland      | 2        | 0      | vs Croatia (7 tháng 6 năm 2013)                                    | Vắng mặt trong 2 trận vòng loại giải vô địch bóng đá thế giới 2014                                                                       |
| DF  | Vedran Ćorluka      | Croatia       | 3        | 0      | vs Scotland (7 tháng 6 năm 2013)                                   | Vắng mặt trong 2 trận vòng loại giải vô địch bóng đá thế giới 2014                                                                       |
| DF  | Dejan Lovren        | Croatia       | 2        | 0      | vs Scotland (7 tháng 6 năm 2013)                                   | Vắng mặt trong 2 trận vòng loại giải vô địch bóng đá thế giới 2014                                                                       |
| MF  | Luka Modrić         | Croatia       | 3        | 0      | vs Scotland (7 tháng 6 năm 2013)                                   | Vắng mặt trong 2 trận vòng loại giải vô địch bóng đá thế giới 2014                                                                       |
| MF  | Ferhan Hasani       | Bắc Macedonia | 2        | 0      | vs Wales (6 tháng 9 năm 2013)                                      | Vắng mặt trong 2 trận vòng loại giải vô địch bóng đá thế giới 2014                                                                       |
| DF  | Hal Robson-Kanu     | Wales         | 2        | 0      | vs Macedonia (6 tháng 9 năm 2013)                                  | Vắng mặt trong 2 trận vòng loại giải vô địch bóng đá thế giới 2014                                                                       |
| GK  | Allan McGregor      | Scotland      | 2        | 0      | vs Bỉ (6 tháng 9 năm 2013)                                         | Vắng mặt trong 2 trận vòng loại giải vô địch bóng đá thế giới 2014                                                                       |
| MF  | Agim Ibraimi        | Bắc Macedonia | 2        | 0      | vs Scotland (10 tháng 9 năm 2013)                                  | Vắng mặt trong 2 trận vòng loại giải vô địch bóng đá thế giới 2014                                                                       |
| ST  | Aleksandar Mitrovic | Serbia        | 2        | 0      | vs Wales (10 tháng 9 năm 2013)                                     | Vắng mặt trong 2 trận vòng loại giải vô địch bóng đá thế giới 2014                                                                       |
| MF  | Zoran Tošić         | Serbia        | 2        | 0      | vs Wales (10 tháng 9 năm 2013)                                     | Vắng mặt trong 2 trận vòng loại giải vô địch bóng đá thế giới 2014                                                                       |
| MF  | Darijo Srna         | Croatia       | 2        | 0      | vs Bỉ (11 tháng 10 năm 2013)                                       | Vắng mặt trong 2 trận vòng loại giải vô địch bóng đá thế giới 2014                                                                       |
| DF  | Steven Whittaker    | Scotland      | 2        | 0      | vs Croatia (15 tháng 10 năm 2013)                                  | Vắng mặt trong 2 trận vòng loại giải vô địch bóng đá thế giới 2014                                                                       |
| MF  | Andrew Crofts       | Wales         | 2        | 0      | vs Macedonia (11 tháng 10 năm 2013)                                | Vắng mặt trong 2 trận vòng loại giải vô địch bóng đá thế giới 2014                                                                       |
| MF  | Ljubomir Fejsa      | Serbia        | 2        | 0      | vs Macedonia (15 tháng 10 năm 2013)                                | Vắng mặt trong 2 trận vòng loại giải vô địch bóng đá thế giới 2014                                                                       |
| MF  | Marouane Fellaini   | Bỉ            | 2        | 0      | vs Wales (15 tháng 10 năm 2013)                                    | Vắng mặt trong 2 trận vòng loại giải vô địch bóng đá thế giới 2014                                                                       |
| DF  | Vanče Šikov         | Bắc Macedonia | 2        | 0      | vs Serbia (15 tháng 10 năm 2013)                                   | Vắng mặt trong 2 trận vòng loại giải vô địch bóng đá thế giới 2014                                                                       |
| DF  | James Collins       | Wales         | 0        | 1      | vs Serbia (11 tháng 9 năm 2012)                                    | Đuổi khỏi sân trong trận vòng loại giải vô địch bóng đá thế giới 2014                                                                    |
| DF  | Nenad Tomović       | Serbia        | 0        | 1      | vs Croatia (22 tháng 3 năm 2013)                                   | Đuổi khỏi sân trong trận vòng loại giải vô địch bóng đá thế giới 2014                                                                    |
| MF  | Robert Snodgrass    | Scotland      | 4        | 1      | vs Serbia (26 tháng 3 năm 2013) vs Macedonia (10 tháng 9 năm 2013) | Đuổi khỏi sân trong trận vòng loại giải vô địch bóng đá thế giới 2014 Vắng mặt trong 2 trận vòng loại giải vô địch bóng đá thế giới 2014 |
| MF  | Aaron Ramsey        | Wales         | 0        | 1      | vs Croatia (26 tháng 3 năm 2013)                                   | Đuổi khỏi sân trong trận vòng loại giải vô địch bóng đá thế giới 2014                                                                    |
| MF  | Nemanja Matić       | Serbia        | 2        | 1      | vs Wales (10 tháng 9 năm 2013)                                     | Đuổi khỏi sân trong trận vòng loại giải vô địch bóng đá thế giới 2014                                                                    |
| DF  | Josip Šimunić       | Croatia       | 1        | 1      | vs Bỉ (11 tháng 10 năm 2013)                                       | Đuổi khỏi sân trong trận vòng loại giải vô địch bóng đá thế giới 2014                                                                    |